# 丹尼士巨龍／禿鷹巴士

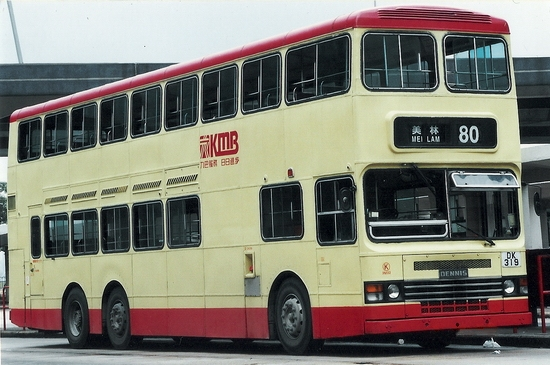
九龍巴士的巨龍12米非空調巴士

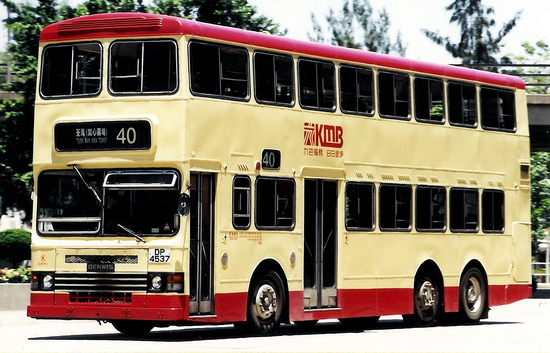
九龍巴士的巨龍11米非空調巴士（S3N113）

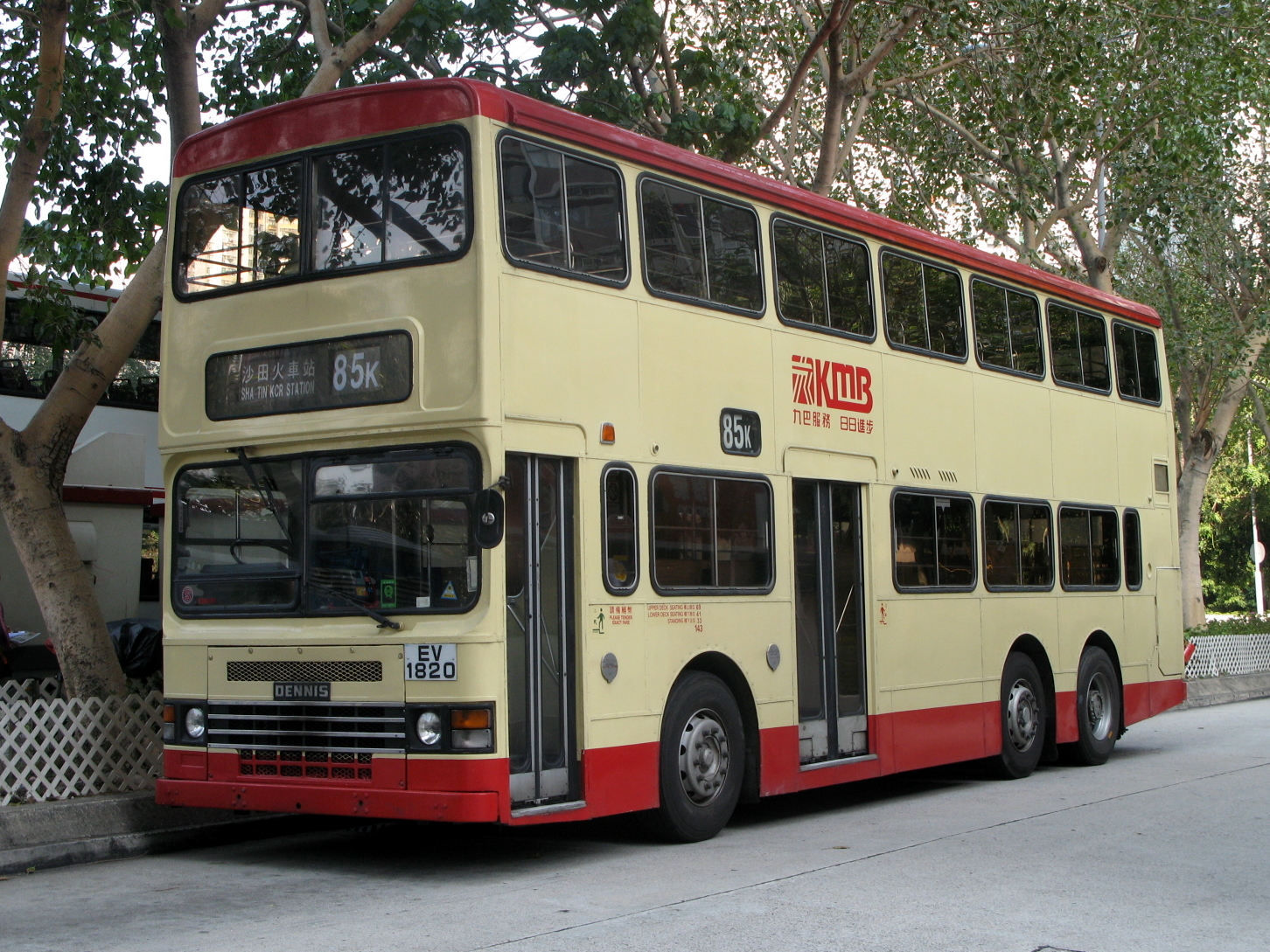
九巴的巨龍11米非空調巴士（S3N261）

丹尼士巨龍／禿鷹巴士（英語：Dennis Dragon/Condor）是一款由英國丹尼士車廠產製的雙層巴士，是一款專為香港而設計的車型，從1982年生產至1998年。巨龍的名稱表示此車款是設計予九龍巴士，「九龍」代表「九條巨龍」，因此九龍巴士稱作「巨龍」，而中巴把此車款稱為禿鷹（名稱源自生活於南美洲的大型雀鳥禿鷹），避免使用當時競爭對手的命名。

## 概要
香港於1970年代起發展新市鎮，因此對高載客量的巴士有龐大需求，於是香港政府於1980年代初期放寬巴士長度限制至12米，但另一方面又收緊兩軸車輛的兩軸總承重為16噸，而三軸車輛的總承重則可達24噸，所以吸引多家英國車廠因應香港的需求開發高載客量的三軸雙層巴士。在1980年代初期，先後有四款12米長的三軸雙層巴士引進香港試用，其中都城嘉慕威曼的都城嘉慕威曼都城巴士及利蘭車廠的利蘭奧林匹克巴士分別推出12米三軸版，瑞典富豪車廠收購蘇格蘭艾莎車廠後，也把前置引擎的艾莎富豪B55加長至12米，丹尼士車廠則以丹尼士統治者巴士為基礎開發三軸的巨龍／禿鷹巴士參與香港市場的競爭。

## 設計

### 底盤構造
丹尼士巨龍／禿鷹是以兩軸的丹尼士統治者型為基礎開發的，是統治者型的三軸加長版。丹尼士巨龍底盤的支架為一次過建造的整體式設計，故底盤無論結構及管線佈局均比較利蘭奧林比安複雜，但好處是底盤的結構較為堅固，無須借助車身強化底盤結構的穩定性。由於巨龍底盤是把原有的統治者型底盤加長，為支撐巴士底盤加長後所增加的乘客量，於是須要增加車輪加強對底盤中段的承托，同時符合香港對車軸承重的法例要求。丹尼士車廠最初為簡化設計，打算把原有的統治者型底盤拉長後不使用車軸安裝車輪，而是利用防傾桿在底盤的兩側裝設車輪，可是此種設計比一條真正的車軸所能承擔的重量為低，所以後來改以一條真正的車軸來安裝新增的車輪。利蘭車廠設計的三軸版奧林比安底盤，中軸具有輔助轉向功能，而丹尼士巨龍則不設此功能，所以中軸的機械構造較為簡單。
巨龍的引擎散熱設計與同時期的英國後置引擎巴士相似，引擎散熱水箱位於較易散熱的車頭，能有效利用巴士前進時的氣流幫助散熱，但巨龍的車頭散熱水箱因為採用直立式擺放，較奧林比安佔用車頭的空間，令位於車頭的上客車門空間較狹窄，特別是前門採用單摺門設計的巨龍更為明顯，駕駛室的空間也較為淺窄；前軸採用A型架設計，令底盤地台的高度較利蘭車廠設計的奧林比安為高，使下層車廂樓底高度較低，為了維持下層通道有足夠的高度供乘客站立及走動，所以空調版的冷氣槽需裝在車廂天花板的兩側，但可方便下層座位的乘客自行調節在頭頂上的空調出風口。風缸分置於底盤左右兩側，一個大型油缸設於駕駛室的後方，十二米版本另增設一個油缸於中央落客車門後方的地台下方。
由於巨龍底盤的地台高度較高，前方的上客車門設有兩級梯級，但梯級的高度較奧林比安略高，而位於底盤中段的落客車門，則因底盤高度往後升高而需設置三級梯級，下車略為不便，但可為空調版的下層車廂設置更多座位，適合用於長途巴士路線，也因為冷氣槽裝在車廂上方兩邊，能照顧下層各乘客的需要。與利蘭奧林比安相比，雖然巨龍的車頭走廊較窄，但後部的走廊不需要收窄，便於乘客往車尾走動。

### 動力配備
巨龍系列採用當時英國後置引擎巴士常見的動力系統佈局，引擎橫置於車尾的引擎室，波箱通過傳動軸驅動後軸，尾牙設於驅動軸的右方。巨龍系列初期可選用吉拿的6LXC、6LXCT或康明斯的LT10、LTA10柴油引擎。吉拿率先推出達到歐盟一期排放規格的LG1200型柴油引擎後，也曾經使用於部分巨龍巴士，可是此款引擎並不成熟，加上吉拿被帕金斯引擎收購後，漸漸退出新引擎的開發，所以後期生產的巨龍底盤，大部分都採用康明斯出產的引擎。巨龍底盤於生產末期，主要配用達到歐盟二期規格的康明斯M11型柴油引擎。巨龍系列的波箱可選用Voith或ZF產品，皆為全自動波箱。

### 底盤款式
巨龍系列底盤有多種長度可供買家選擇，包括9.9米、10.3米、11米及12米。首個版本是1982年推出的12米普通版底盤，其後是普通版的巨龍11米，首個空調版本是1991年推出的空調巨龍11米，稍後分別推出空調版的9.9米及10.3米，還有1994年推出的空調巨龍12米。巨龍9.9米最初是因應城巴的要求而設，可是因為9.9米版本的前懸較短，不足以裝上城巴慣用的闊前門而沒有被城巴採購，反而收到九龍巴士的訂單，城巴則要求丹尼士車廠把9.9米的底盤加長前懸至10.3米，以便裝上城巴車隊常用的闊前門。巨龍9.9米版至今仍是香港最短的三軸巴士，而不論是9.9米或是10.3米版本，其軸距都是一樣的。巨龍的底盤佈局，也隨著1990年代巴士的空調化而進行修改。巨龍12米於1981年推出時，中軸及後軸位於底盤尾部的較前位置，車尾留有較長的尾跨，另外這個底盤上實際只有前軸及尾軸才是真正的車軸，中軸只以兩個一組的車輪以防傾桿連接，以支撐12米的車身；但1994年為城巴提供的空調巨龍12米，由於安裝空調機導致車尾重量增加，所以尾跨須要縮短，而中軸亦採用真正的車軸。因此空調巨龍12米不是以非空調版的巨龍12米為基礎設計，而是空調巨龍11米的中段加長版，把空調巨龍11米的前軸和中軸之間的軸距加長，並保持中軸及後軸位於底盤較後的位置，從而使中軸及後軸能夠更平均分擔車尾加裝空調系統後的重量。12米空調版的軸距加長後，仍然沿用現有的迴轉系統，底盤的中軸及後軸皆沒有輔助轉向功能，所以巴士的迴轉半徑跟著增加，所需的轉向空間也比設有輔助轉向的車型為大。

### 車身
相比起奧林比安系列普遍採用的亞歷山大車身，都普金屬部件卻猶如丹尼士巨龍／禿鷹底盤的專用車身供應商。除了中巴的DL2，以及九龍巴士的3N1至3N3，這四輛早期生產的樣版車安裝亞歷山大設計的R型車身外，其餘千多輛巨龍／禿鷹巴士都是裝配都普設計的車身，但城巴為了統一車隊形象，特意要求都普金屬部件為其所訂購的巨龍底盤，提供一款與亞歷山大R型車身外觀相似的頭幅組件。
雖然中巴的禿鷹與九龍巴士的巨龍實際上是同一款底盤，而且量產型皆採用都普金屬部件車身，但車身設計仍有不少分別。中巴的禿鷹12米採用雙門設計，但九龍巴士的普通版巨龍12米卻採用三門設計。在車身裝配形式上，除了最早期的空調巨龍11米外，其餘九龍巴士及城巴的空調版巨龍，車身都大量採用玻璃纖維組件及使用強力膠水粘貼。中巴的禿鷹即使是1990年代裝配的空調版，大部分仍沿用普通版的鋁質車身及使用鉚釘扣接，但中巴專營權結束前最後一批在柴灣車廠裝配的空調禿鷹，則跟隨九龍巴士的做法採用玻璃纖維車身及強力膠水組裝。

## 丹尼士巨龍／禿鷹在香港
香港是丹尼士巨龍系列開發初期的目標市場，幾乎所有新造的底盤都出口到香港，當中禿鷹買家只限中華巴士。巨龍／禿鷹成功因應香港巴士的空調化於1991年推出空調版本，所以在香港的巴士公司長期得到重用，生產期長達16年，足以與主要競爭對手利蘭奧林比安分庭抗禮。富豪車廠收購利蘭車廠後推出的富豪奧林比安，引擎改用富豪自家的產品，但富豪D10A引擎的馬力只有245匹，導致加速及上斜能力都欠佳，加上D10A引擎會在高溫下削減輸出防止引擎過熱。香港的夏季天氣炎熱，令富豪奧林比安馬力不足的問題惡化，香港的巴士路線又經常要行駛大斜路，正好讓作為競爭對手的巨龍／禿鷹在需要大上大落的路線有更大發揮空間。可是，巨龍／禿鷹的迴轉半徑比奧林比安系列為大，尤其是12米的三軸空調版，在狹窄路段轉向較受限制，所以未能服務彎多路窄的路線。巨龍及禿鷹雖然未能在英國本土及其他英聯邦地區打開市場，但香港操作的巨龍及禿鷹可靠性理想，所以退役後有部分被改裝為開頂的觀光巴士，有少量更在香港改裝為開頂後運到杜拜作為觀光巴士用途，另有少部分巨龍／禿鷹巴士被運回生產地英國繼續服務。

### 九龍巴士

#### 非空調巴士
1982年，九龍巴士購買了3輛巨龍12米非空調巴士（車隊編號：3N1-3）作試驗。這3輛樣辦巴士都是配上「亞歷山大」車身，擁有上落車門各一扇。隨後，九龍巴士分配購入188輛12米巨龍（車隊編號：3N4-191），採用吉拿6LXCT引擎及Voith D851波箱，配以都普車身及設3扇門（1扇上車及2扇落車）。
1986年，九龍巴士開始購買巨龍11米非空調巴士（車隊編號：S3N）用作服務新界區。首批55輛（S3N1-55），於1986-1987年投入服務。首50輛採用吉拿6LXCT引擎及Voith D851波箱（底盤代號：DDA1801），車廂設有「水塘位」增加載客量，其餘5輛採用康明斯LT10-B245引擎及Voith D863波箱（S3N51-55，底盤代號：DDA1802），其後三批為S3N56-221（底盤代號：DDA1803、DDA1804、DDA1805），於1987-1988年投入服務。底盤設計有所更改（中軸採用真正車軸），並取消「水塘位」，配備為吉拿6LXCT引擎及Voith D851.2波箱；第四批（S3N222-270，底盤代號：DDA1808），於1991年投入服務，配備為康明斯LT10-B245引擎及Voith D863波箱，為首批大量配置康明斯引擎，此批訂單共有50輛，但是由於其中一副底盤於運送時損毀（該底盤編號：DDA1808-568），只有49輛（S3N222－270）投入服務，廠方在1994年「密龍」的訂單中撥出一輛作為賠償（S3N370，車牌號碼：GD605），至於剩下一套車身則預留給1991年祝融光顧的S3N92作重建之用；第五批為S3N271-319、370，分兩種配備，底盤代號為DDA1815的底盤採用康明斯LTA10-B252引擎及ZF 4HP500波箱，底盤代號為DDA1816的底盤原採用和AD53及56規格相同的吉拿LG1200引擎及Voith D863波箱，並達歐盟一型排放，不過因吉拿LG1200引擎表現欠佳，上斜乏力，耗油量和故障率亦偏高，故於2001年-2002年陸續改用康明斯LT10-B245引擎。此批車原為空調巴士訂單，故車尾位置被密封，以安裝空調系統，不過當時運輸署認為空調巴士過多，不批准此批車以空調巴士身份出牌，故被改為非空調巴士，車廂還設有冷氣槽（但已成為裝飾）。最後一批為S3N320-369（底盤代號：DDA1818），採用歐盟一型的康明斯LTA10-B252引擎及Voith D863波箱，原為空調巴士底盤，但由於運輸署不批准此批車以空調巴士身份出牌，故在製造前更改車身設計，車尾回後有窗設計，上層車頭改為「雞翼窗」設計，車窗可開啟部分十分細小；此批車為九龍巴士最後兩批非空調巴士之一（另一批為S3V車系）。
九龍巴士有兩台非空調巨龍因為被焚毀而重建車身，分別為3N13和S3N92，前者裝上設有風機以及大型牌箱的車身，後者裝上跟第四批S3N相近的車身。
2012年5月9日，隨著巨龍11米非空調巴士全數退出載客行列，香港的非空調專利巴士服務已經完結。
現時有三部丹尼士巨龍非空調巴士被九龍巴士保留，分別是曾用作訓練巴士的12米版本3N24（DC1148）、11米版本的S3N348（GA1429）和S3N370（GD605），三車均被九龍巴士保留作公開活動展出之用，後來S3N348（GA1429）被出售，現作私人保留。

#### 空調巴士

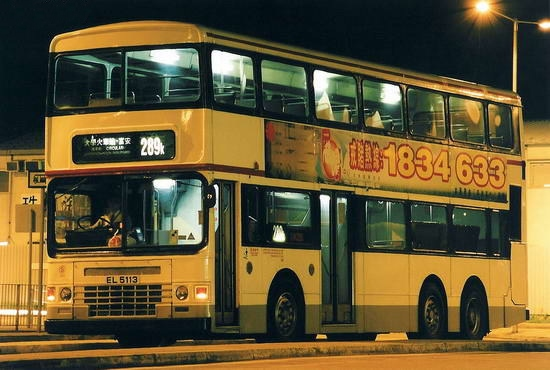
九龍巴士的巨龍11米空調巴士樣板車（AD1）

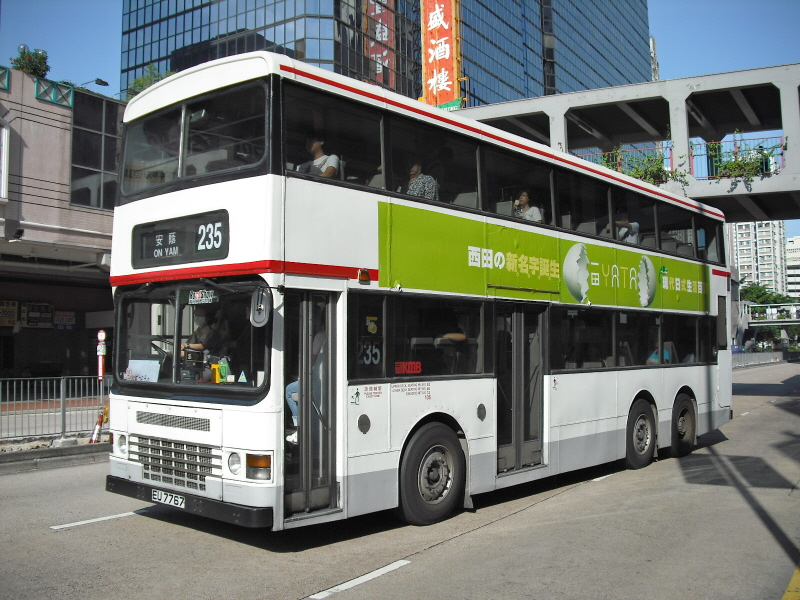
九龍巴士的巨龍11米空調巴士

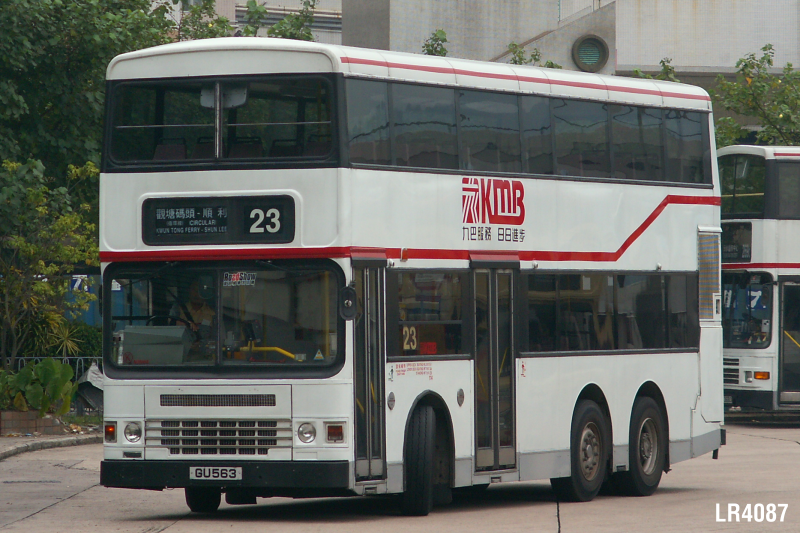
九龍巴士的巨龍9.9米空調巴士（ADS102），為最後一批採用3+2座位的專營巴士

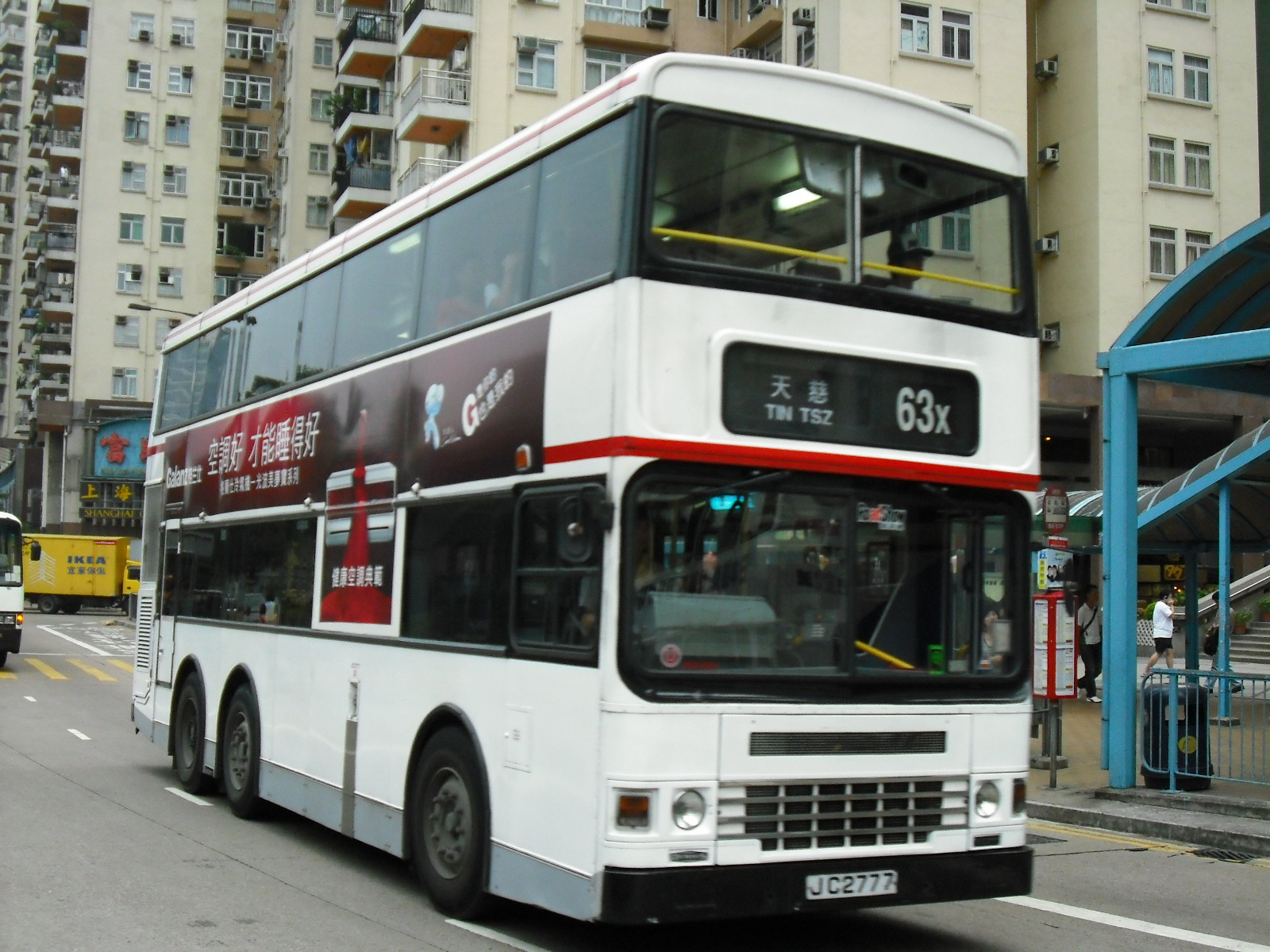
九龍巴士末批丹尼士巨龍9.9米空調巴士，為甚至是香港專營巴士界最後一批服入服務的非低地台空調雙層巴士

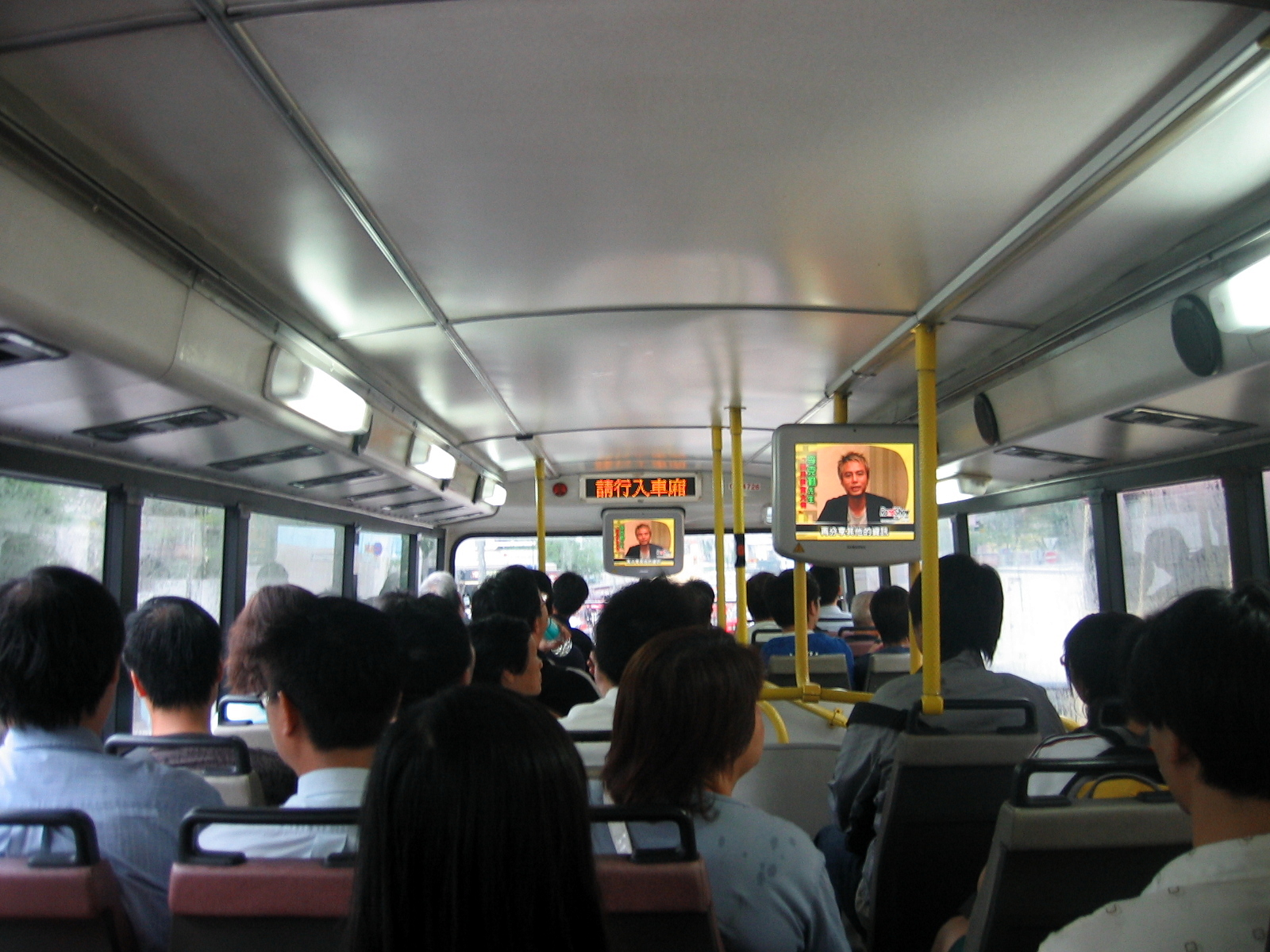
巨龍空調巴士內貌（2006年）

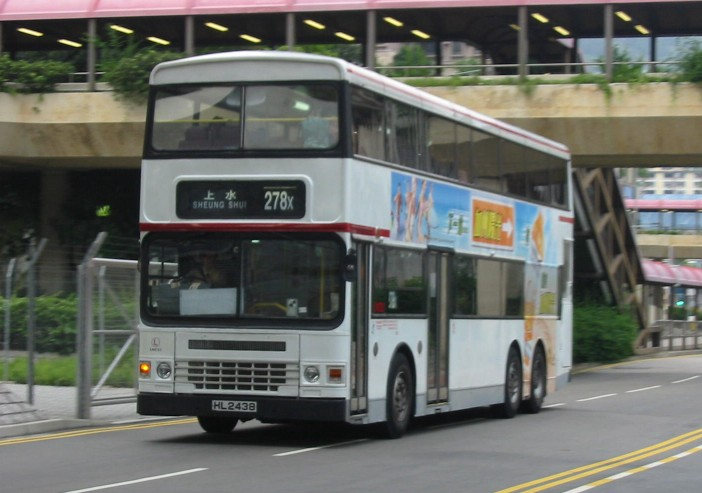
九龍巴士的巨龍12米空調巴士（3AD58）

1990年，九龍巴士購買一輛巨龍11米空調巴士（車隊編號：AD1）作試驗，採用康明斯LTA10-B282引擎和ZF 4HP590波箱，與奧林比安車系不同，它利用引擎曲軸拉動冷氣泵，其後試驗成功，在接下來的9年到1999年，九龍巴士共購買765輛空調巨龍。
11米版本方面，九龍巴士合共購入360輛為11米（1989年至1996年間生產，1990年至1997年間投入服務）。首批為AD2-85（底盤代號：DDA1811），採用康明斯LTA10-B282引擎及Voith D863波箱，其中AD53及AD56原裝配備Gardner LG1200歐盟一型引擎，不過因引擎表現欠佳，故於2001年-2002年改用康明斯LTA10-B252引擎。第二批為AD86-130（底盤代號：DDA1813），配備與上批相同。第三批為AD131-245（底盤代號：DDA1819），配備改為歐盟一型版的康明斯LTA10-B252引擎及Voith D863波箱。第四批為AD246-280（底盤代號：DDA1821），配備與上批相同,改用銀色排氣管。第五批為AD281-360（底盤代號：DDA1823），配備與上批相同，車廂內改用2+2座位編排。
9.9米版方面，合共購入235輛為9.9米（車隊編號：ADS，1992年至1998年間生產，1993年至1999年間投入服務）。12米版方面，合共購入170輛為12米（車隊編號：3AD，全數1997年生產，1997年至1998年間投入服務）。
由於九龍巴士需要將其車隊現代化，全數12米及11米非空調巨龍均已悉數退役。另外，樣辦車AD1（車牌號碼EL5113）已於2007年5月22日正式退役，有別於被九龍巴士收藏的AL1（車牌號碼DX2437），九龍巴士當作「廢舊巴士」出售及肢解，其價值遠遠偏低。另全數11米及12米空調巨龍亦已經退役，除了AD11、AD14、AD16、AD17、AD19-21、AD23、AD25、AD31、AD36、AD38－39、AD43－44、AD47以17年車齡退役外，其他11米空調巨龍因為車齡法例上限放寬，一般都待車齡接近18年時才退役；ADS20已於2011年6月24日正式退役。
1輛11米空調巨龍（AD53，車牌號碼FC6037）原裝配備Gardner LG1200歐盟一型引擎，原定根據本港專利巴士法例，並於2009年4月30日正式退役，及後九龍巴士改變主意，將AD53續牌，不久即轉為以路線訓練形式行走；2010年2月，AD53正式被改為訓練巴士，成為同款車系中第一輛訓練巴士。同年4月再把另一批11米空調巨龍（AD68、AD108、110－112、117－118、121、123、128）改裝為訓練巴士，目前已全數退役，由頭批配置D10A-245引擎的富豪奧林比安11米取代。
2輛12米空調巨龍（3AD46，車牌編號HJ8388和3AD51，車牌編號HL2226）、7輛11米空調巨龍（AD2，車牌編號EU7058、AD7，車牌編號EU7919、AD35，車牌編號EW6225、AD91，車牌編號FH2202、AD266，車牌編號GR6753、AD337，車牌編號HC1527及AD355，車牌編號HC2254）及6輛9.9米空調巨龍（ADS94，車牌編號GT7822、ADS174，車牌編號HB691、ADS206，車牌編號JC2777、ADS223，車牌編號JC3752、ADS25，車牌編號FU1098及ADS58，車牌編號GS9293）因交通意外而報廢外，而（3AD80，車牌編號 HN1537和3AD71，車牌編號 HM3147）因火警燒燬而直接拆解。
1998年，九龍巴士捐出及改裝其中一輛12米非空調巴士（3N80，車牌號碼DD9774，作為基督教臻美機構的「流動資訊巴士」，協助未有電腦教學的學校推廣電腦知識。優質教育基金的資助計劃在2000年完結後，改為「電訊盈科電子社區流動中心」，經過2001年至2006年閒置一段時間後，再改裝為福音巴士，惟巴士很快便再次停用並一直停泊在臻美黃乾亨學校內，至2009年該校被揭發醜聞後，最終被政府出售至拆車場。
14輛12米非空調巨龍曾經改裝為訓練巴士（3N1、3、4、6、12、14、15、18、20、21、24、28、30及32），其中3N24於2013年退役後被回復服役時的樣貌，並由九龍巴士永久保存。其中2輛12米非空調巴士（3N29，車牌號碼DC3906及3N40，車牌號碼DC3938）在2000年9月退役後停泊於將軍澳車廠作儲物室或休息室之用。到了2013年中，將軍澳車廠從將軍澳工業區搬遷到寶康公園旁，由於新車廠已設有永久儲物室，兩部巴士因而不獲搬遷，並於4月中招標出售，現在兩車於錦繡花園附近的范強重運繼續用作貨倉用途。2輛11米及5輛12米非空調巨龍售予英國，2輛12米非空調巨龍及1輛12米空調巨龍售予電影公司作電影拍攝之用，2輛12米非空調巨龍（編號3N150、3N191）被巴士迷購入保存，其中3N150於2020年3月26日，回到九龍巴士荔枝角車廠交予九龍巴士作保育進行將會復修工作的處理。而3N訓練巴士於2013年4月全數退役，並由11米空調巨龍（AD68、AD108、110－112、117－118、121、123、128、134－135、138－140、143、170、185、187、237和238）取代。
全港最後一批為數3部配置3+2座位配置的專營巴士為丹尼士巨龍9.9米（ADS143-145）已於2014年6月25日正式退役後，象徵再沒有擁有該座位配置的專營巴士在香港專營巴士線上行走。
1部11米空調巨龍（AD336/HC1507，退役前屬九龍灣車廠）於2015年2月下旬，被貼上仿照西區海底隧道巴士線960線宣傳廣告的「再見丹尼士巨龍11米」廣告。同年3月26日，最後一批丹尼士巨龍11米空調巴士，伴隨最後十部配置歐盟一期TD102KF引擎的富豪奧林匹克11米空調巴士走完最後一程，服務香港25年的11米版本全數走進歷史，同時亦代表九龍巴士歐盟一期巴士已淹沒於時代的巨輪中。
空調版巨龍亦曾出現俗稱「熊貓眼」的黑色燈罩，吸引不少巴士迷拍攝，11米巨龍中只有AD333/HC1365被「熊貓化」，11米巨龍全數退役後至2016年初由3AD170（HU8420）承繼，但於2016年6月下旬由3AD169（HU7803）替代，3AD170於同年7月被「漂白」回復白色燈罩，同時此兩車亦為九龍巴士最後兩輛12米巨龍。該兩車退役後，於2017年3月由ADS196（JA8776）代替，然而該車退役後九龍巴士再沒有為餘下巨龍燈罩塗黑。
最後兩輛12米巨龍於2016年5月8日起正式行走不固定路線，調往其他路線前為89D線用車。
2016年7月25日，沙田車廠將3AD169提早封車，並安排最後一部12米空調巨龍(3AD170)行走89X線S05字軌，執行於19:22分由觀塘站開出最後一程往沙田站的班次，然後回廠退役，服役19年的12米巨龍車隊隨着11米巨龍，先後宣告走進歷史。此班車過後，九龍巴士12米車隊正式全低地台化，非低地台車隊僅餘50部1999年購入的9.9米版本(ADS)仍然在役。由於該批ADS為全港最後一批購入的非低地台專營巴士，所以九龍巴士亦決意提早於2017年7月7日將之全數退役，而最後兩輛退役的ADS分別於7月6日早上派出ADS229行走42M及243M線（參考字軌249M-N30），至晚上派出ADS235/JD4215行走8號線的告別車程（參考字軌N118-P90），有着24年歷史的ADS車隊至此全數退役，九龍巴士亦宣告服務27年的冷氣版巨龍正式全數退役，縱橫香港路面35載的丹尼士巨龍告別車壇，同時九龍巴士旗下所有車隊正式全面低地台化，但全港的專營巴士車隊的低地台化工作仍要待2017年10月5日城巴的富豪奧林比安11米19年期屆滿後（因南港島線比預期延遲通車令南區巴士重組計劃推遲而獲特別批准續牌多1年），才吿完美落幕，可是由於大嶼山的路面狀況，新大嶼山巴士的專營巴士線至今還未完全低地台化。
與非空調版不同，空調版只有9.9米版本獲保留，分別為ADS143及ADS235，車牌GV1553及JD4215，前者為全港最後一批配置3+2座位配置的專營巴士之一，並於退役日行走80M線告別車程，事後返回沙田車廠退役並獲該廠保留；後者為九龍巴士最後一輛配白色車身的空調巴士，備2+2座位配置，2017年7月6日晚上行走九龍巴士8號線；2016年末調往荔枝角廠後一直行走該廠路線直至退役，並由該廠保留；其餘巨龍皆已全數退役。

### 城巴

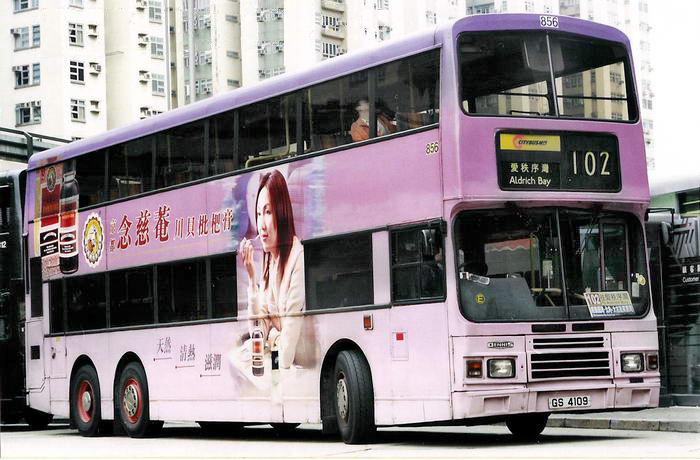
城巴的巨龍12米空調巴士

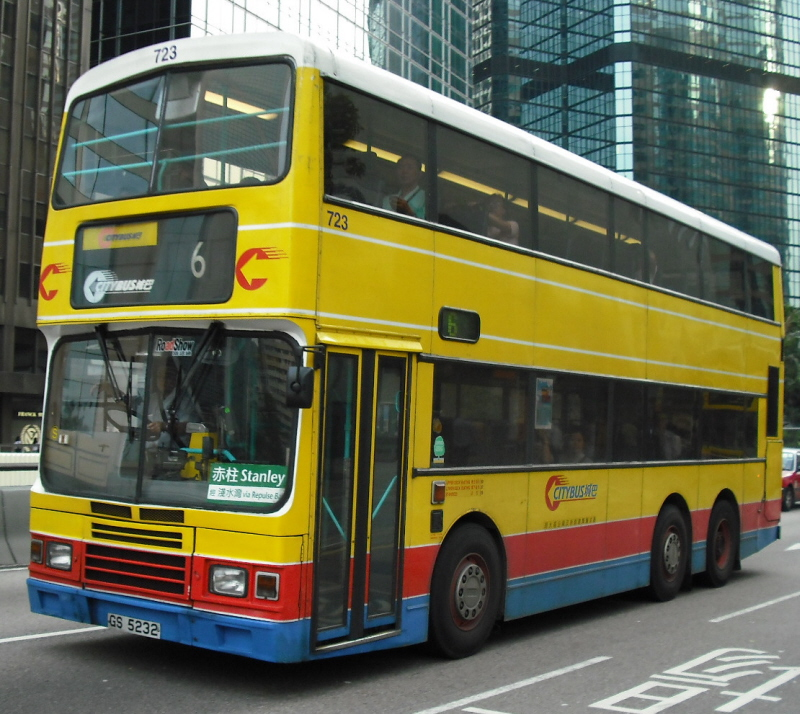
城巴的巨龍10.3米空調巴士

城巴於1993年開始向丹尼士車廠訂購巨龍雙層巴士，全部都設有空調系統並裝配都普車身，但城巴的版本與九龍巴士及中巴不同，城巴採用前門較寬闊的雙門規格，又要求都普提供類似亞歷山大R型車身外觀的車頭組件，刻意與車隊內的奧林比安巴士看齊，統一城巴車隊的形象。因為都普車身廠僅出售車身的組裝散件，沒有為底盤安裝車身的全車裝配業務，其廠房規模只能裝配供測試用的樣辦車，不足以為大額的訂單裝嵌車身。當時中巴和九巴分別在柴灣和屯門車廠把運抵香港的底盤和車身裝嵌起來，所以都普只出售車身散件，不能全車交付，對於中巴和九巴而言沒什麼大不了，但城巴一直只購入完整的巴士，所以城巴車廠沒有建立車身裝配線，如選購都普的車身，就必須尋找車身裝配工場，城巴決定委託葡萄牙的Salvador Caetano組裝車身，丹尼士的巨龍底盤和都普的車身散件先從英國運往葡萄牙，在Salvador Caetano的廠房完成整車的裝配後，再由滾裝船運來香港，故此城巴有部分巨龍巴士，在車廂內的司機席上方貼有Salvador Caetano的標貼。
從1994年至1998年間，城巴共引入80輛丹尼士巨龍12米空調巴士及40輛丹尼士巨龍10.3米空調巴士（又稱為短龍、嬰兒龍或BB龍）。12米版本初期主要用於8X及118等高客量的柴灣路線，由於丹尼士巨龍配備的康明斯LT10引擎表現較當時富豪奧林比安所裝的D10A良好，再加上該等路線沒有太多路面限制，所以巨龍成為當時須要駛經柴灣道的主力車型，而10.3米版本主要用於彎多路窄的港島南區路線，如來往赤柱及淺水灣。城巴中後期購入的巨龍巴士，當中車隊編號721-740及831-880配有符合歐盟一期排放標準的康明斯LTA10柴油引擎。
城巴車隊編號870的巨龍12米，出廠只有九個月便在1998年灣仔北城巴翻側事故車身嚴重受損，其後修復並重新投入服務。
在2000年，城巴將一輛三軸的巨龍10.3米（車隊編號：701）改裝成無軌電車，而且設有空調系統。城巴為測試這輛雙層無軌電車，曾經在黃竹坑車廠架起電線杆。經過測試後，雖然技術上可行，但因為涉及法例及地區規劃配合，因此最後未能實際運用而被擱置，該輛雙層無軌電車車已經拆解。同年，城巴向新世界第一巴士購入三輛非空調禿鷹，作車長訓練之用；後來城巴從新世界第一旅遊引入兩輛前新世界第一巴士非空調禿鷹開蓬巴士。
其中一輛巨龍10.3米（車隊編號：713）在2002年9月因一次火警而直接退役。
編號701-730、811、830-860及翻新後的801-810、812-829的上層改為2+2闊身座位，但尾排卻是以3+2標準設計的6人窄身座位，而編號731-740、861-880的上層的尾排座位安排，則跟幾乎同一時期的九龍巴士丹尼士巨龍一樣，即上層為2+2標準的闊身座位，但下層仍為以3+2標準的窄身座位，以便保持下層走道的寬度。另外，編號811、830的下層車門後的三排直向坐位較其他丹尼士巨龍為特別，翻新後採用2+2闊身座位配置。扶手顏色方面，編號701、732-740、801-880採用黃色扶手柱，而編號702-731於出廠時採用黃色扶手柱，而翻新後則採用新世界第一巴士常用的淺藍色扶手柱。
一輛巨龍10.3米（車隊編號：735）2008年12月冷氣機組短路失火，城巴將之修復時，換上新世界第一巴士已退役的DA33之車尾及冷氣組件。
由於城巴頭兩批10.3米的丹尼士巨龍（702-720、721-730）車齡甚高，已分別於2011年8月至12月及2013年2月全數退役，最後一批10.3米丹尼士巨龍其中8輛（731-734、736-739）亦已於2013年3-5月直接退役，而735及740亦於2014年6月正式退役。而頭批1994年出廠的12米丹尼士巨龍（801-830）則於2012年6月-2013年3月期間全數退役；而第2批1995年出廠的12米丹尼士巨龍之其中2部（850、854）則分別於2012年6月因交通意外及7月因火警而報廢；其餘28輛（831-849、851-853、855-860）已於同年8月－2014年2月全數退役；而最後一批12米丹尼士巨龍（861-880）已於2015年5月全數退役，同時象徵香港專營巴士再沒有歐盟一期排放規格的巴士提供載客服務。

### 香港空運貨站
1996年，香港空運貨站有限公司買了4輛丹尼士巨龍12米空調巴士（編號1-4、97-100）用作員工接送巴士。它們的特徵與城巴的相似，但沒有路線顯示牌及裝上以3+2標準較窄的座椅提升載客量。
由1999年9月起，香港空運貨站不再營運其私人員工接送巴士路線，因此這4輛巴士被新世界第一巴士買入（編號DA93至DA96），巴士於2000年重投服務，並且上層所有座椅，以及下層尾排座椅，改裝為以2+2標準的闊身座椅，上層座椅之間的行隔也被拉闊，而其餘下層座椅仍然用3+2標準的窄身座椅，但換上當時新世界第一巴士同期翻新的巴士款式，扶手顏色亦由原來的黃色更換為淺藍色。由於該4部巴士年事已高，已經全數於2013年1月底至同年6月1日直接退役。

### 中華巴士、新世界第一巴士有限公司

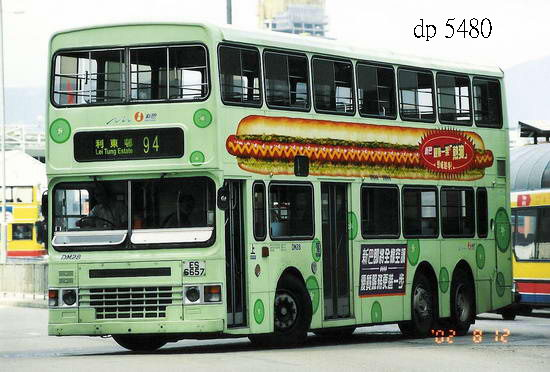
新世界第一巴士的最後一部非空調巴士（巴士迷稱「熱狗」）（DM28）

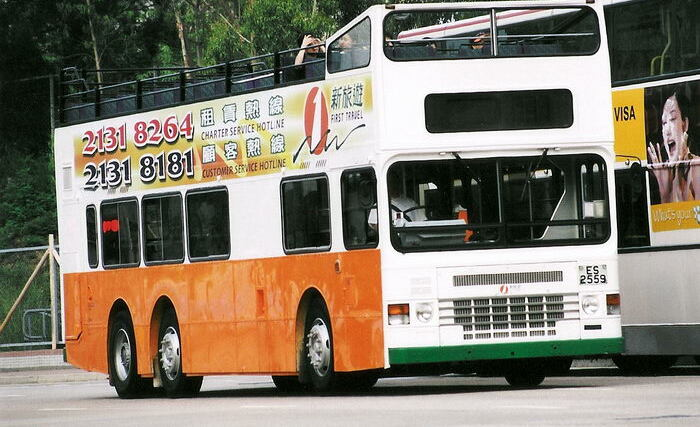
被改裝作開蓬巴士的新世界第一巴士禿鷹11米非空調巴士（後來轉售城巴），已退役

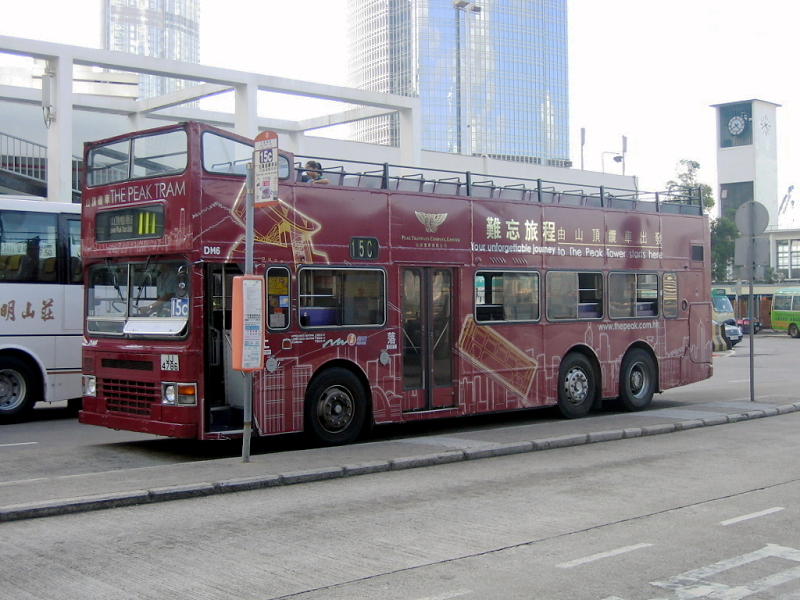
專門行走新世界第一巴士15C綫的開篷禿鷹11米非空調巴士DM6（已退役）

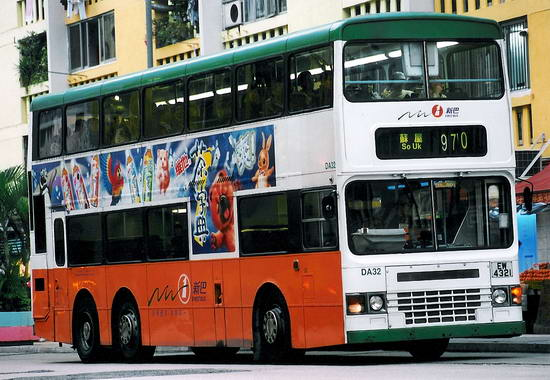
新世界第一巴士的禿鷹11米空調巴士

1982年，中華巴士接收了2輛12米非空調禿鷹作試驗，分別裝上都普車身及亞歷山大車身，它們同樣於英國完成組裝後才付運到港。中華巴士配上都普車身的DL1（車牌CV4990）曾經是全港載客量最高的巴士，達171人，至今香港仍沒有一架巴士可以打破這記錄。至於配上亞歷山大車身的DL2（車牌CW3359），載客量為164人。
兩部樣板車投入服務後，首先於隧道線112號服務。其龐大的載客量用於過海線綽綽有餘，但由於中巴屬意於另一家巴士生產商都城嘉慕的超級都城型12米巴士，加上地鐵港島綫於1980年代啟用，禿鷹沒有即時為丹尼士帶來更多訂單。直至1989年，都城嘉慕關閉，中華巴士才再度向丹尼士購買46輛12米禿鷹巴士。
這46輛量產型的12米禿鷹巴士，規格跟樣板巴士DL1相似，也是裝上都普雙車門的車身，載客量稍為低於DL1，全車可載客167人。另外，車箱裝置了通風系統，上層車尾的太平門玻璃窗面積加大，引擎為吉拿6LXCT，有別於樣板巴士的6LXC，底盤中間輪胎以真正的車軸取代樣板巴士的車輪加防傾桿組合，以增加承重量。這些巴士投入服務後馬上被安排行走過海巴士線及東區線，另外南區至市區線亦可找到這款巴士。
中華巴士於80年代末向九龍巴士借用一輛丹尼士巨龍11米非空調巴士，以試驗11米三軸巴士行走港島以往只能行走雙軸巴士的路線可能性。到了1991年，中華巴士引進了28輛11米三軸的非空調巴士。這批中華巴士非空調禿鷹是首批11米三軸非空調巴士，也是中華巴士最後兩批非空調巴士的第一批。這批巴士特別之處，是放棄了以往的舊款都普車身，改用改良版的都普車身。這款新設計的車身在同期引入的九龍巴士丹尼士巨龍非空調巴士（S3N222-270）也可找到，但不同於九龍巴士的同款巴士，中華巴士仍然為巴士選擇吉拿6LXCT引擎作為動力，而這也是中華巴士最後一批以吉拿作為動力的巴士。
丹尼士於1990年向九龍巴士提供了一部11米三軸空調版本的巨龍樣板巴士（AD1）試用，同一時間，中華巴士於港島區面對城巴的非專利服務競爭威脅，後者以新購入的空調利蘭奧林比安巴士服務搶佔南區市場。面對這情況，中華巴士少有地未有試用樣板巴士就率先向丹尼士購買了其首批12部11米版本空調巴士，巴士使用中巴首次接觸的康明斯LT10引擎，以曲軸連接日本電裝空調系統。中華巴士在無需試驗的情況下，向運輸署申請開辦首兩條空調巴士路線537及504線。中華巴士於1990至1997年共引入了92輛空調版本禿鷹巴士，全部都是11米版本，當中從第57輛（DA57）巴士開始，採用了改良版日本電裝空調系統，車尾的空調散氣網變得井井有條，車身兩旁的窗戶改用了一塊過的梗窗。另外從第83部（DA83）開始的最後10部巴士，採用了當時最新的康明斯M11歐盟2期引擎，車身設計亦有更改，以強力膠水接合的玻璃纖維代替鉚釘接合的鋁金屬，窗戶放棄了往日採用的圓角車窗，改用了九龍巴士同款的方角車窗。
於1989年及1997年間，中華巴士購入的46輛12米非空調禿鷹（DL，1989年至1990年間投入服務），28輛11米非空調禿鷹（DM，1990年至1991年間投入服務）及92輛11米空調禿鷹（DA，1990年至97年間投入服務）於1998年中華巴士失去專營權後，全數售予新世界第一巴士，其中3輛12米非空調禿鷹改裝為訓練巴士。
新世界第一巴士於1999年把3輛1990年非空調禿鷹（車隊編號DM6、DM18、DM22）改裝為開蓬巴士作觀光用途，其中DM6行走15C線，其餘的非空調禿鷹則於1998年至2002年8月間退役及出售，其中DL1、DL2及DM17被巴士迷購入保存，另有多輛12米非空調禿鷹被轉售英國繼續行駛，新世界第一巴士另外5輛非空調禿鷹轉投城巴，其中3輛（車隊編號DM9、DM12、DM25）作為訓練巴士，另外2輛開蓬巴士（車隊編號DM18、DM22）提供私人租賃服務。
新世界第一巴士特別在DM28（車牌號碼ES6657）車身上塗上「新巴最後一架『熱狗』」（「熱狗」意指非空調巴士）的塗裝，並於2002年8月17日為「新巴『熱狗』」舉辦告別儀式，象徵新世界第一巴士除15C線外已經達致全面空調化。DM28退役後曾經一度由新世界第一巴士保存，後來巴士博物館計劃告吹，此車不如利蘭勝利二型LV30般被巴士迷購入保存，最終被肢解收場；而DM6亦已於2008年1月25日退役並拆毀，一輛已改裝為開蓬巴士的11米空調禿鷹（車隊編號：DA66）代替行走15C線及加價（當時HK$3.2→$4，現時為HK$5.4），象徵新世界第一巴士所有路線已經正式達致全面空調化。
新世界第一巴士的其中56輛空調禿鷹（DA1-56）亦已退役，被亞歷山大丹尼士Enviro 500（4020-4039、5500-5541、5542-5582）取代。部分被轉售英國及杜拜等地繼續服役，另有7輛被大巴士香港有限公司購入及改裝為開頂巴士，於2008年12月開辦港島及九龍的觀光巴士服務，其餘的空調禿鷹已被售往廢車場拆卸；1996年出廠的空調禿鷹（DA57-82）已於2015年3月全數退役，自此新世界第一巴士再沒有歐盟1期引擎的巴士行走。1997年出廠的空調禿鷹（DA83-92），亦已於2015年9月全數退役。自此，新世界第一巴士的丹尼士禿鷹車隊全數退役。

### 大巴士

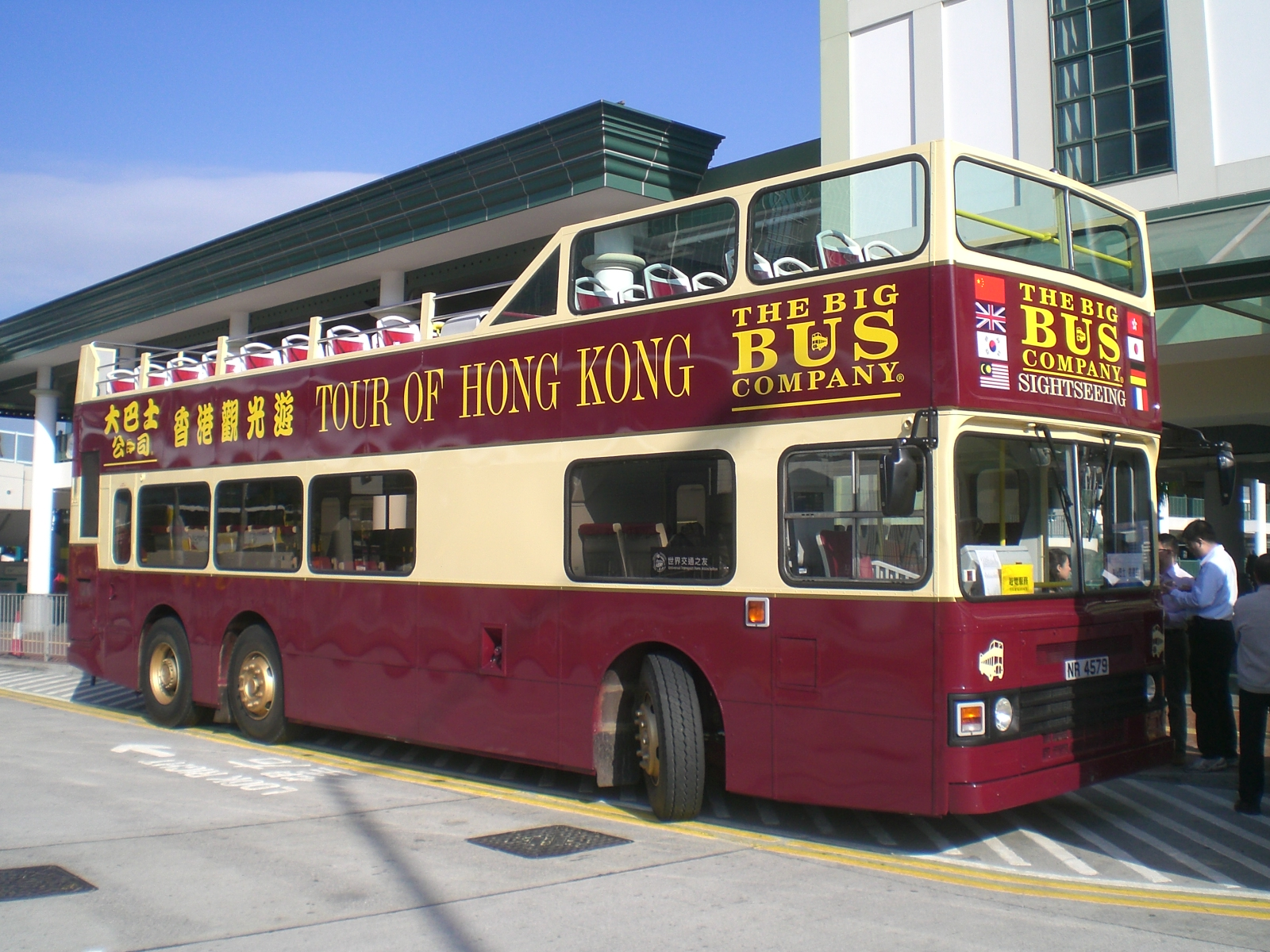
大巴士的開篷禿鷹11米空調巴士

## 丹尼士巨龍在非洲
1992年，捷達巴士（Stagecoach）買入10輛丹尼士巨龍巴士，同樣裝上「都普」車身，巴士於馬拉維投入服務。1995年至1996年有20輛隸屬捷達巴士的丹尼士巨龍巴士於肯雅投入服務。後來，全數於肯雅行駛的巨龍被運回英國，並於1998年至2000年重新投入服務。

## 後繼產品
1996年，丹尼士巨龍的後繼產品丹尼士三叉戟特低地台巴士面世，並於1997年起交付九巴及城巴，但因為三叉戟型巴士的初期產量不足，而且三叉戟型是造價較高的低地台巴士，較難說服巴士公司付出更高的價格轉移訂單，因此丹尼士車廠須要維持巨龍系列的生產線，清理所有巨龍巴士的訂單，直至1998年才正式停產。
丹尼士總計生產了共1649部巨龍/禿鷹巴士，這個數字比同系列的統治者（1007部）更為可觀。

## 外部連結
1. ↑  .   [2014-06-28]. （原始内容存档于2015-06-08）.
2. ↑  .   [2014-06-28]. （原始内容存档于2020-02-25）.
3. ↑  全港首部歐盟第一代環保引擎巴士光榮退役
4. ↑  九龍巴士向全港首部歐盟第一代環保引擎巴士道別
5. ↑  . 巴士討論 香港討論區. Mar 2017  [2017-05-26]. （原始内容存档于2019-04-03）.
6. ↑  . 蘋果日報 (香港). 2017-07-07  [2017-07-07]. （原始内容存档于2017-09-11）.

- （英文）DM17 in preservation - dedicated to a preserved ex-CMB/NWFB Dennis Condor
- （中文）香港巴士及鐵路資料中心—九巴車型介紹（页面存档备份，存于）